# 玛丽斯·孔戴
玛丽斯·孔戴（法語：Maryse Condé，1934年2月11日—2024年4月2日），原姓布科隆（法語：Boucolon），法國女性作家，2018替代諾貝爾文學獎頒發的新學院文學獎的得主。她生于皮特尔角城。中学毕业后去法国本土深造，曾于索邦大学学习英语文学。毕业后曾在几内亚、加纳和塞内加尔当老师。1985年获富布赖特奖学金赴美，后来任教于哥伦比亚大学，2004年退休。孔戴的小说探讨种族，性别和文化问题。她的小说关注非洲人和海外黑人，特别是加勒比海民族之间的关系。其最著名的作品是1985年的历史小说《塞古》（Segu）。